# کلاته محمدحسین خان
کلاته محمدحسین خان یک روستا در ایران است که در دهستان باقران واقع شده‌است. کلاته محمدحسین خان ۱۸ نفر جمعیت دارد.